# Antocha nebulosa
Antocha nebulosa är en tvåvingeart som beskrevs av Edwards 1928. Antocha nebulosa ingår i släktet Antocha och familjen småharkrankar. Inga underarter finns listade i Catalogue of Life.